# Manuel Godoy
Manuel de Godoy y Álvarez de Faria Ríos Zarosa (Badajoz, 12 de maig de 1767 - París, 4 d'octubre de 1851) fou un gentilhome, polític espanyol ennoblit i favorit reial. Fou Primer Ministre o 'Ministre Universal' durant el regnat de Carles IV i reconegut com a Príncep de la Pau. Va ser duc d'Alcúdia i duc de Sueca.

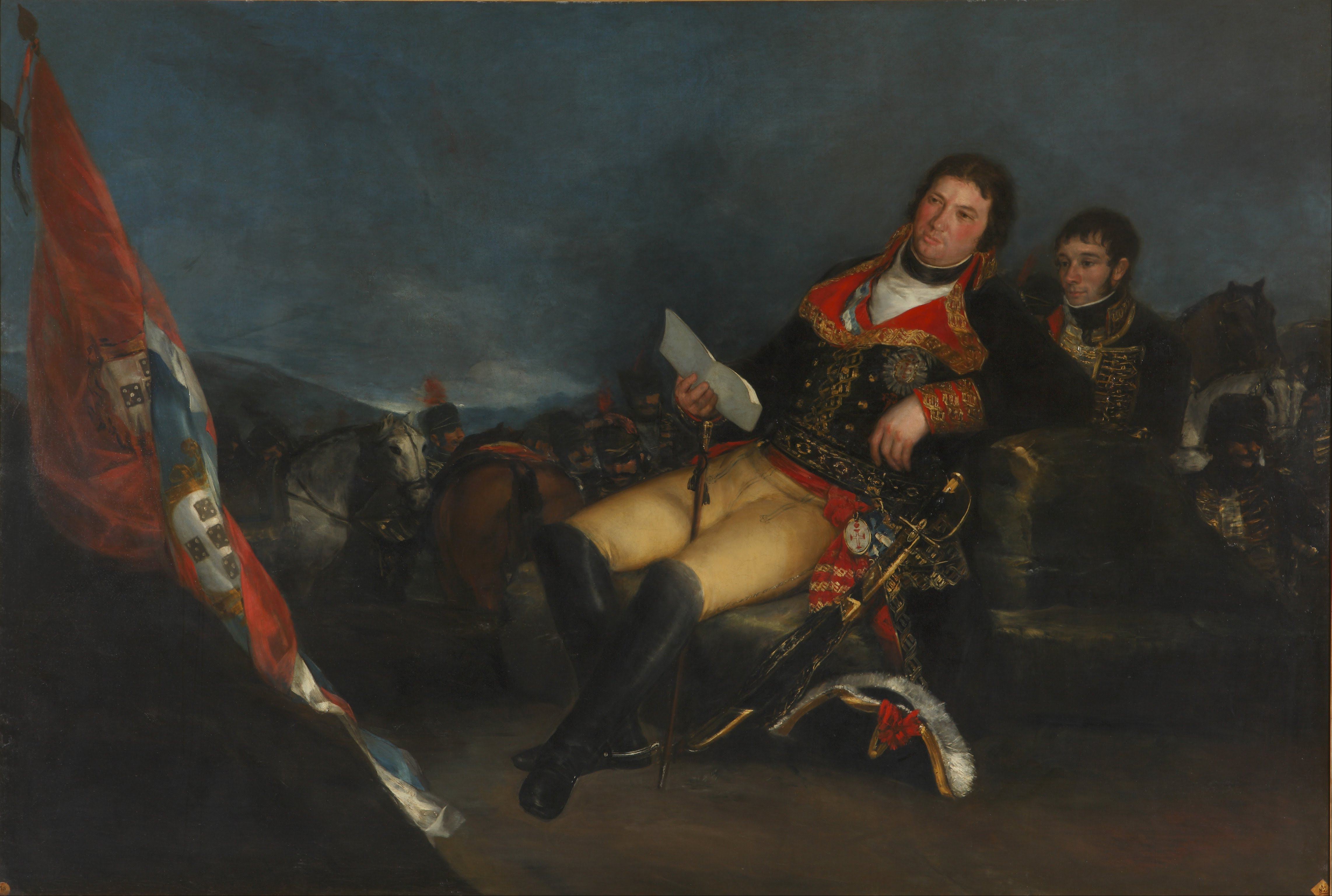
Manuel Godoy, Duc d'Alcudia "Príncep de la Pau". 1801. Francisco de Goya. Reial Acadèmia de San Fernando Madrid, Espanya.

## Primers anys
Va néixer al carrer Santa Lucía de Badajoz el 12 de maig de 1767. Els seus pares van ser José de Godoy, la família del qual procedia de Castuera, i María Antonia Álvarez de Faria, d'origen portuguès. Ambdós nobles, però d'hisenda mitjana i majoritàriament heretada.
José de Godoy, coronel de l'exèrcit, es va preocupar com va poder de la instrucció dels seus fills en l'aspecte intel·lectual i en l'educació física, per mitjà de la pràctica de l'equitació o l'esgrima; indispensable perquè poguessin seguir amb èxit la carrera militar. Després d'acabar els estudis elementals, Godoy va adquirir coneixements de matemàtiques, humanitats i filosofia.
En 1784 va arribar a la Cort i va ser admès per Carles III en la Guàrdia de Corps, on servia el seu germà més gran, Luis. Va estudiar francès i italià amb els germans Joubert, als quals manifestava deure molt, així com al seu confessor.

## Ràpida ascensió
El 15 de novembre de 1792, vuit anys després del seu ingrés en la Guàrdia de Corps, Manuel Godoy va ser elevat al càrrec de primer secretari d'Estat o del Despatx, és a dir, primer ministre o 'Ministre Universal', pel nou sobirà Carles IV, qui des que havia pujat al tron el 1788 no havia deixat d'omplir-lo d'honors: cadet, ajudant general de la Guàrdia de Corps brigadier, mariscal de camp i sergent gran de la Guàrdia.

### Motius de la seva ràpida ascensió
- Un sector atribueix aquest ascens a la passió que la reina Maria Lluïsa va sentir per un guàrdia tan ben plantat: alt, fornit, cabell ros, cutis blanc, ulls blaus... Així ens els descriuen els qui el van conèixer, i el mateix Goya així ens el retrata. Bellesa i intel·ligència van ser les virtuts que la sobirana va apreciar en el seu protegit, i la idea que va arribar a forjar-se del talent polític de Godoy va aconseguir infondre-la també al seu espòs. La seva presumpta aventura amb la reina va contribuir al desprestigi de la monarquia, com demostren aquestes coplillas que circulaven en aquella època:

Mi puesto de Almirante
me lo dio Luisa Tonante,
Ajipedobes la doy,
considerad donde estoy.
[...]Tengo con ella un enredo,
soy yo más que Mazarredo.
[...]Y siendo yo el que gobierna
todo va por la entrepierna
- Un altre sector de gent, malgrat que reconeixen l'aventura de la reina amb Godoy, la consideren en un paper secundari. Opinen que la ràpida ascensió de Godoy va ser impulsada per les repercussions que la revolució francesa i el seu gir cada vegada més radical van tenir a la península. Davant dels esdeveniments que van obligar a renunciar al tron Lluís XVI, el ministre Floridablanca va adoptar una actitud vacil·lant, sense atrevir-se a intervenir, mentre va intentar mantenir fora de perill el país de la ideologia revolucionària (1789 - 1791). Fracassada aquesta política, el comte d'Aranda va prendre el poder, però a causa de la seva ideologia il·lustrada no va saber millorar la delicada situació de la monarquia de Carles IV, ni la del rei francès, en la qual ja s'havia proclamat una república. Davant d'aquests esdeveniments el rei va nomenar Godoy per governar, un home lliure d'influències i relacions amb Floridablanca o amb el partit aragonès d'Aranda.
- En les seves Memories el favorit protesta contra els que van atribuir al galanteig i a les tonades les preferències de lloa reis: "En la meva vida vaig entendre de guitarra, ni de cantar, ni podia acudir a aquestes habilitats, que no tenia, per sostenir-se en la cort. Jo diré poques coses sobre això, i observaré el decòrum que requereix la seva memòria, com convé entre espanyols."

Tanmateix, la repugnància dels espanyols pel nouvingut va ser gran: així ho testimonia l'Abat Muriel segons el sentir general de l'època; no per la joventut de Godoy, car un jove podia governar bé, i en Anglaterra tenien l'exemple de Pitt, sinó per la forma en la qual havia arribat al càrrec.
Per la seva part Carles, membre de l'ambaixada francesa en Madrid, explica que la ràpida ascensió d'aquell aventurer era causa de murmuració de totes les classes socials i que la falta de modèstia de la reina lasciva, qui enriquia al seu favorit a compte del tresor públic, escandalitzava tots.
El 1908 Juan Pérez de Guzmán va intentar per primera vegada la vindicació de la desprestigiada Maria Lluisa. El marquès de Villaurrutia humilia novament a la sobirana a la seva obra 'La reina Maria Lluisa, esposa de Carles IV', mentre que el mexicà Carlos Pereyra en la seva edició de les Cartes confidencials de la Reina Maria Lluisa i del senyor Manuel Godoy va considerar calumniós tot el referent a la il·lustre dama i el va sotmetre a aguda crítica.
En l'última edició de les Memòries del Príncep de la Pau, el doctor Carlos Seco ofereix potser una de les versions més desapassionades i completes de l'origen de la privadesa del favorit. Admet la possibilitat d'amors amb Maria Lluisa, però els dona una importància secundària. L'origen del fervor d'ambdós sobirans - no de la reina sola - caldria trobar-lo en la recerca, quan eren Prínceps d'Astúries, d'algú que els ho degués tot a ells per tal de contraposar-ho als omnipotents ministres de Carles III, amb els qui no simpatitzaven.

## Primer Ministeri (1792-1798)

### La guerra amb França i la pau de Basilea

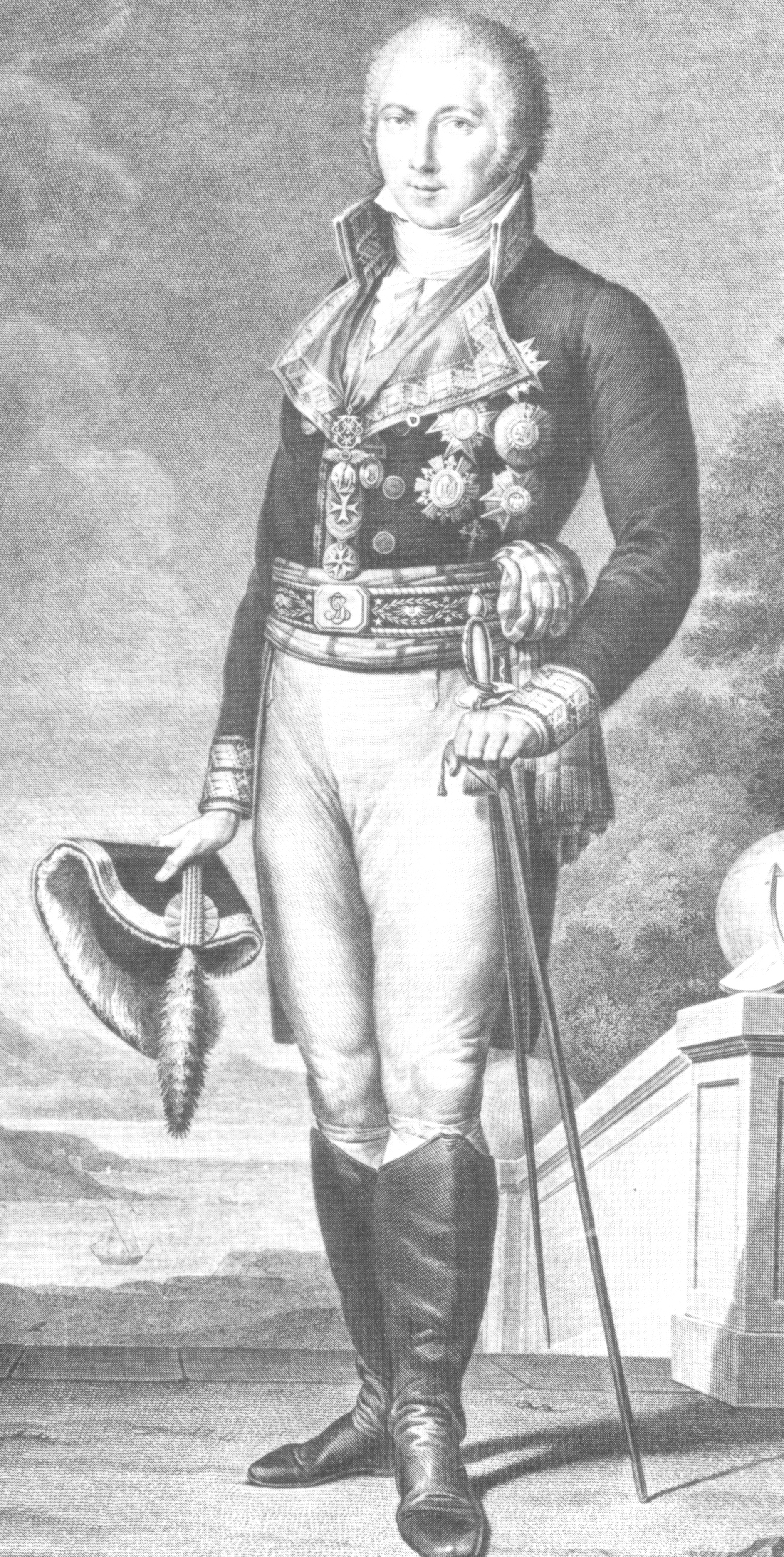
Manuel Godoy, gravat d'A. L. J de Laborde en 'Viatge històric i pintoresc d'Espanya'.

El 21 de gener de 1793, Lluís XVI moria a la guillotina. Després d'alguns intents inútils a fi de detenir l'execució, Godoy va provocar el conflicte per castigar el magnicidi i la Convenció Nacional va declarar la guerra el 7 de febrer. La Guerra Gran va ser al principi favorable per a Espanya. El General Antonio Ricardos va arribar fins i tot a Perpinyà, però l'organització de la defensa per part francesa va frenar l'empenta inicial.
El 25 de maig de 1793, Godoy va firmar a Aranjuez el conveni provisional d'aliança defensiva contra Gran Bretanya amb els títols de duc d'Alcúdia, gran d'Espanya de primera classe, regidor perpetu de la ciutat de Santiago, cavaller del Toisó d'Or, gran Creu de l'Orde de Carles III, comanador de València del Ventós, conseller d'Estat, primer secretari, secretari de la reina, superintendent general de Correus i Camins, gentilhome de cambra amb exercici, capità general dels Reials Exèrcits, inspector i sergent gran del Reial Cos de Guàrdia de Corps.
En desembre de 1794, espanyols i anglesos aliats van aixecar el setge de Toló, plaça que havia estat recuperada pels republicans. La contraofensiva francesa va refredar els ànims dels espanyols que havien anat a la contesa en defensa de la religió i de la monarquia. Godoy va guanyar la partida a l'Aranda, partidari del final de la lluita, pel que es va desterrar. La mort del general Ricardos i la invasió de Catalunya, Navarra i País Basc per part republicana, així com l'adequada rèplica espanyola, van estabilitzar els fronts.
Davant del cansament d'ambdós contendents, es va arribar a la pau de Basilea, signada el 22 de juliol de 1795, en la qual Espanya va cedir a França la seva part de l'illa de Santo Domingo a canvi de la retirada francesa de dels territoris peninsulars conquerits. Godoy es va afanyar a recollir el premi del final de les hostilitats i va ser investit pel seu sobirà com "Príncep de la Pau" a més de rebre quatre grandeses d'Espanya, set grans creus de Carles III, deu banderes de Maria Lluisa, i més tard, Godoy va ser nomenat a més com a senyor de Soto de Roma i de l'Estat d'Albalá; regidor perpetu de la vila de Madrid i de les ciutats de Cadis, Màlaga i Écija; vint-i-quatre de la de Sevilla; cavaller gran creu de l'Orde de Crist i de la religió de San Juan; protector de la Reial Acadèmia de Nobles Arts i dels Reials Instituts d'Història Natural, Jardín Botánico, Laboratori Químic i Observatori.

### Aliança amb el Directori i guerra amb Anglaterra
Un cop acabada la Guerra Gran, Godoy va oblidar l'enemistat amb la Primera República Francesa i es va aliar amb ella pel primer Tractat de San Idelfonso el 18 d'agost de 1796, tement que el rearmament anglès s'utilitzés contra els territoris hispans d'ultramar, a causa del disgust britànic en haver firmat a Madrid la pau de Basilea sense una prèvia consulta al seu anterior aliat. A més Carles IV i Maria Lluisa necessitaven el suport francès davant del futur del ducat de Parma, ja que la seva filla Maria Lluïsa, estava casada amb l'hereu d'aquell territori.
Finalment, Godoy palpava l'hostilitat creixent envers la seva persona i en témer la caiguda, com es va manifestar per la fracassada conspiració d'Alejandro Malaspina, va pensar que en aliar-se amb el Directori francès apaivagaria els últims idil·lis republicanistes suscitats a Espanya, el que li atrauria, encara més si hi ha, l'agraïment dels seus augustos senyors.
A la derrota de l'esquadra espanyola prop del cap de San Vicente (14 de febrer de 1797) i la conquesta anglesa de Trinidad va ser compensada per la defensa de Cadis, Puerto Rico i Tenerife. Les intrigues contra el favorit, atiades pel mateix Directori, que va obrir negociacions de pau amb Anglaterra sense comptar amb Espanya, van donar el seu fruit, i Godoy va haver de retirar-se com a primer secretari de Despacho (28 de març de 1798).

### Política a Espanya
Per poder disposar de fons que alleugerissin la crisi econòmica, social i política i evitar el contagi dels moviments revolucionaris americà i francès, Godoy va reprendre les polítiques reformistes, encara que sense poder maquillar el seu desprestigi. Va reduir els monopolis gremials, va donar suport a la llei agrària, va suprimir alguns impostos, va liberalitzar els preus de les manufactures i fins i tot en 1797 va reunir un govern integrat per alguns dels membres més granats de la Il·lustració espanyola, la majoria dels quals ja havia exercit llocs rellevants amb Carles III. Gaspar Melchor de Jovellanos es va convertir en Secretari de Justícia. Francisco de Saavedra es va fer càrrec de la Hisenda. Francisco de Cabarrús, un dels creadors del Banco de San Carlos, va ser enviat com a ambaixador a París. L'escriptor Juan Meléndez Valdés i Mariano Luis de Urquijo van ocupar també llocs importants. No és més que un episodi de la tremenda fractura ideològica que la revolució francesa i les guerres napoleòniques produirien en la societat espanyola.

## Segon Ministeri
En la caiguda de Godoy havien intervingut alguns ministres que ell havia incorporat al seu Consell per conferir-li cert to liberal, així Saavedra i Jovellanos els quals van quedar com a homes forts dels destins del país, però no van tardar a ser rellevats per motius de salut.
En 1801, Godoy es va desfer dels seus rivals i, va ser nomenat generalíssim, títol mai no usat abans a Espanya, encara que el càrrec de primer secretari el va ocupar el seu cosí polític Pedro Cevallos, va tornar a ser de nou la figura preeminent del govern. En 11 de març obliga que a cap teatre no es representi cap obra que no sigui en castellà.

### La Guerra de les Taronges
Napoleó, primer cònsol de França, va oferir a la duquessa de Parma, filla Carles IV, el nou regne d'Etrúria com a propietat de la família real espanyola (2n Tractat de San Ildefonso octubre de 1800), i a canvi, Espanya prometia a França la recuperació de la Luisiana, unir la flota a la francesa, i obrir les hostilitats amb Portugal per obligar-lo a renunciar a l'aliança amb el Regne Unit. La Guerra de les Taronges, pel ram de taronges que va oferir Godoy a la reina, va ser breu (20 de maig - 6 de juny de 1801), i Portugal va demanar la pau cedint a Espanya Olivença, i es va comprometre a tancar els ports als anglesos.
Si bé el resultat no va satisfer Napoleó, necessitat d'una treva, va firmar la Pau d'Amiens amb Anglaterra (1802), per la qual Espanya va recobrar Menorca, perduda durant la contesa, i va cedir l'illa Trinitat als britànics. Tanmateix, el Príncep de la Pau ratificava el tractat de San Ildefonso de 1800.

### La Tercera Coalició
Amb el pretext que Godoy afavoria els anglesos, Napoleó va obligar Espanya, amb amenaces a executar els seus designis. Així va arrencar primer a Carles IV un conveni de neutralitat i després una nova aliança (1805) en la guerra de la Tercera Coalició, que va portar la derrota de la flota franco-espanyola en la batalla de Trafalgar (21 d'octubre de 1805) a mans britàniques. Godoy es va adonar que la seva privadesa arribava a la seva fi, mentre l'entorn del príncep hereu Ferran es van agrupar els descontentaments amb la política del favorit, que, en témer per la seva sort i la de Carles IV, va creure que, de moment, el millor era unir-se més estretament a l'emperador francès.

### La Quarta Coalició
Napoleó menyspreava Godoy com a home i com a ministre, però va fomentar els recels i ambicions per les seves finalitats. Entre 1805 i 1806, Godoy li va proposar entrar en un repartiment de Portugal i que li concedís una de les porcions, planejant un canvi de l'ordre de successió al tron espanyol per eliminar el príncep hereu Ferran o exercir ell la regència. A l'hivern de 1806, l'emperador va concedir el Regne de Nàpols al seu germà Josep després d'expulsar a Ferran IV de Borbó, germà del sobirà espanyol i pare de María Antònia, casada amb el príncep d'Astúries. Aconseguir l'aprovació de Carles IV no hauria estat fàcil sense comptar amb l'animadversió de Godoy al príncep. Napoleó,al cim de la seva glòria va desatendre les pretensions del favorit i va exigir en canvi homes, diners, l'adhesió d'Espanya al Bloqueig Continental contra el Regne Unit, i el port de Pasaia o les Illes Balears per al rei destronat de Nàpols. Godoy es va adonar llavors de les veritables intencions de l'emperador i va pretendre allunyar-se de la seva òrbita, ja que fins i tot va pensar a aliar-se amb els seus enemics en la Quarta Coalició, però la victòria francesa a la batalla de Jena ho va impedir.
El Príncep de la Pau es va plegar llavors a les exorbitants exigències napoleòniques, mentre el francès va fingir creure en la sinceritat de Godoy i es va aliar amb els partidaris del príncep Ferran. Espanya es va adherir al bloqueig continental el 19 de febrer de 1807 i va atorgar a Napoleó el seu concurs militar. Com que era necessari que Portugal entrés també en el bloqueig i el regent del regne s'hi oposava, l'emperador francès va preparar amb Izquierdo, un agent secret de Godoy, el tractat de Fontainebleau (27 d'octubre de 1807), pel qual Portugal es dividiria en tres parts: la del nord, per compensar els reis destronats d'Etrúria, la del centre, per canviar-la per Gibraltar i altres colònies arrabassades pels anglesos, i la del sud, per a Godoy, com a "príncep dels Algarves". Carles IV, a qui Napoleó garantia la possessió dels seus estats d'Europa, prendria el títol d'emperador de les Amèriques. Un exèrcit francès entraria a Espanya camí de Portugal, que seguiria un altre espanyol. Quan Godoy descobrí que dins els càlculs napoleònics, a més de sotmetre Portugal, s'hi trobava el d'ocupar la mateixa Espanya, ja no tindria remei.
Finalment, en 1807, a prop ja de la seva caiguda, Carles IV li va concedir els càrrecs d'almirall, amb tractament d'altesa sereníssima, i de president del Consell d'Estat.

### Motí d'Aranjuez: la caiguda de Godoy
Poc abans de la ratificació del tractat, tropes franceses van franquejar els Pirineus amb el beneplàcit de Godoy, que confiava en el pactat, i del príncep Ferran, que aproximat a Napoleó per fer caure al favorit, havia intentat, sense aconseguir-ho, emparentar amb l'emperador, en enviduar la princesa María Antonia. Però Godoy va descobrir els plans del partit fernandista per enderrocar Carles IV. En el procés de L'Escorial (octubre de 1807 - gener de 1808) el príncep d'Astúries, en ser perdonat, va contribuir que el desprestigi de Godoy fos en augment.
Les tropes franco-espanyoles es van apoderar de Portugal, mentre les principals places d'Espanya eren guarnides per tropes de l'emperador. Napoleó va exigir un camí militar fins a Portugal i la línia de l'Ebre com a frontera amb França. Els reis des d'Aranjuez van decidir partir a Amèrica i el poble es va alarmar, i encara que es va fixar una proclama en la qual es declarava fals el viatge projectat, va fer culpable Godoy de la desgraciada política portada fins llavors.
La nit del 17 de març de 1808, el poble va assaltar el palauet del favorit, que va ser destituït dels seus càrrecs i honors i tancat al castell de Villaviciosa de Odón (Madrid) per ordre del príncep Ferran i que amb prou feines va salvar la vida gràcies a la intervenció de Joachim Murat, qui el va conduir a Baiona, en on es va veure per primera vegada directament amb Napoleó. Allà es va trobar també amb els seus senyors i amb el seu enemic Ferran; ni pare ni fill no eren ja reis per haver fet cessió dels seus drets a la corona espanyola a la dinastia Bonaparte (Constitució de Baiona).

## Exili i mort

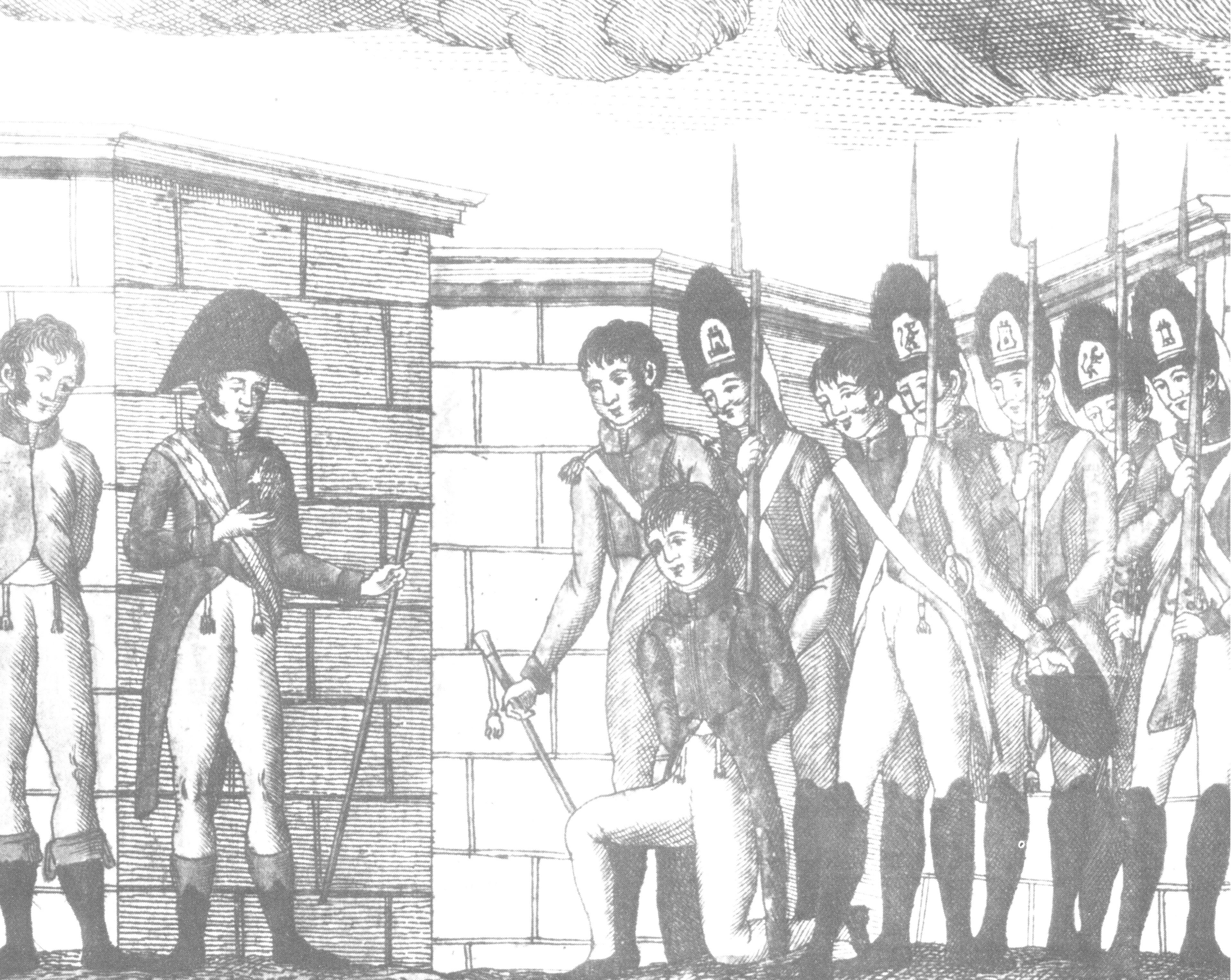
Encontre de Ferran VII i Godoy quan aquest era conduït a presó. Gravat de l'època.

En acabar la Guerra de la Independència, Ferran VII va tornar a Madrid el 14 d'abril de 1814. L'1 d'octubre de 1814, Carles IV va abdicar novament en el seu fill Ferran VII, a canvi de vuit milions de reals. Els monarques es van instal·lar definitivament en l'exili i van residir en la cort papal, a Roma. Ferran VII també va aconseguir que Manuel de Godoy fos desterrat a Pesaro (Itàlia).
En l'exili, la seva esposa Maria Teresa de Borbó y Vallabriga, Comtessa de Chinchón, cosina de Carles IV, amb qui es va casar el 1797), el va abandonar, cansada ja de la seva constant infidelitat amb Pepita Tudó i a la que Godoy havia conferit els títols de comtessa de Castillofiel i vescomtessa de Rocafuerte a fi que passessin als dos fills bastards que havia tingut amb ella.
Godoy va acompanyar a Carles IV i Maria Lluïsa a Compenha, Marsella. El 1812 es va instal·lar amb ells a Roma, on van morir els reis (1819). Ferran VII, ja rei d'Espanya, el va perseguir constantment. El va obligar a renunciar al títol de Príncep de la Pau i al principat de Bassano, concedit pel Papa. Poc abans, havia mort la seva esposa legítima i Godoy es va afanyar a regularitzar la seva unió amb Pepita Tudó, encara que finalment aquesta també va optar per deixar-lo.
Instal·lat a París el 1832, Lluís Felip d'Orleans li va concedir una modesta pensió, amb la qual va poder dedicar-se a escriure les seves Memòries, traduïdes al francès pel coronel Esménard i publicades a París entre 1836 i 1838 i després a Madrid en versió espanyola.
Dos decrets de 1844 i 1847 d'Isabel II van tornar a Godoy tots els seus béns (encara que van ser retinguts fins després de la seva mort), títols i honors, llevat dels de "Príncep de la Pau", generalíssim i gran almirall. Amb vuitanta anys, Godoy podia ja per fi tornar a Espanya, però no s'hi va decidir. A París va assistir a les jornades revolucionàries de juny de 1848 i a l'exaltació al poder de Napoleó III.
El 4 d'octubre de 1851, va morir sense que la seva desaparició amb prou feines interessés ni a França ni a Espanya. Va ser enterrat en una modesta sepultura al cementiri del Père-Lachaise. De la comtessa de Chinchón li sobreviuria una filla, Carlota Luisa, hereva del comtat i duquessa de Sueca, que casaria amb Camilo Ruspoli.

## Valoració
La historiografia posterior ha estat molt crítica amb Godoy, en especial per les seves capacitats de govern i les circumstàncies del seu ràpid ascens. Va ser l'últim dels validos de l'antic règim, amb un poder superior a un Lerma o a un Olivares, ja que va aconseguir ser equiparat a la reialesa: els seus criats van vestir igual que els del monarca, Carles IV el visitava a casa seva i l'ajudava a vestir-se, es va unir en matrimoni amb una infanta de Borbó, etc.
El resultat de la seva política exterior va ser catastròfic en ser desbordats els seus escassos dots pels esdeveniments revolucionaris i per l'arribada de Napoleó.
En l'aspecte ideològic la seva actuació va ser vacil·lant, doncs, encara que va afavorir el regalisme i l'enciclopedisme i va mantenir a ratlla la Inquisició, de vegades es va valer d'ella per a les seves finalitats i va autoritzar la tornada dels jesuïtes.
La seva tasca de modernització de les arts i les ciències va resultar, al contrari, encomiable. En 1793 va fundar la primera escola de veterinària i dos anys després, una escola superior de medicina a Madrid. Va crear el cos d'Enginyers Cosmògrafs, el Dipòsit Hidrogràfic, l'Observatori Astronòmic, l'Escola de Sordmuts, etc.
Va ser també un gran mecenes: va protegir a Goya, Meléndez Valdés, Moratín, etc.